# Celso Gavião
Celso Dias dos Santos, mais conhecido como Celso ou Celso Gavião (Santos, 28 de fevereiro de 1956) é um ex-futebolista brasileiro que atuava como zagueiro.

## Carreira
Celso Gavião foi uma descoberta de Pepe, ídolo do Santos e um dos atacantes que jogou com Pelé. Pepe o viu jogando e o levou para o dente-de-leite do Santos. Do Santos, um amigo e ex-ponta-esquerda chamado Mingo o levou para o Guarani, mas foi no Botafogo de Ribeirão Preto que foi profissionalizado em 1975. Depois foi emprestado ao Grêmio Maringá, onde se tornou campeão paranaense em 1977. E no fim daquele ano, retornou ao Botafogo de Ribeirão Preto/SP.
Em 1978, transferiu-se para o Fortaleza e, no ano seguinte, para o Ferroviário. No clube, foi o autor do gol de falta do título estadual daquele ano, contra o Ceará.
Em 1981, foi contratado pelo Vasco da Gama, onde conquistou entre os principais títulos no clube o estadual em 1982. Ainda em 1981 sofreu lesão no joelho, depois de recuperado foi emprestado ao Fortaleza no primeiro semestre de 1982, foi Campeão Cearense e no segundo semestre daquele ano, o tecnico Antônio Lopes pediu sua volta ao Rio de Janeiro e em São Januário permaneceu até meados de 1983, quando logo em seguida atuou pelo Atlético Paranaense e, no ano seguinte, defendeu o Santa Cruz e o Bahia. Em 1982 foi citado no escândalo da Máfia da Loteria Esportiva.
Entre 1985 e 1990, Celso Gavião atuou no futebol europeu, vestindo a camisa do FC Porto. Ganhou a titularidade depois da grave lesão de Eurico, que fraturou a perna na primeira rodada jornada do Campeonato Português. Com o Porto, foi bicampeão nacional, campeão da Europa e vencedor da Taça Intercontinental em 1987. Defesa-central sóbrio e discreto, Celso foi dragão de 1985 a 1988 (99 jogos e 16 golos) e ainda é recordado pela potência que colocava na marcação de livres diretos.
Chegou a atuar em uma partida da Seleção do Resto do Mundo, ao lado de Maradona e Platini. 
No retorno ao Brasil, jogou no Goiás e encerrou a carreira de jogador no Ferroviário.

### Pós carreira
Posteriormente, atuou como treinador, comandando as categorias de base do Fortaleza.
Celso Gavião foi presidente da Associação de Garantia ao Atleta do Ceará, com mandato de 2011 até 2014.
No dia 4 de março de 2013, com a saída do técnico Vica, Celso Gavião então saiu da base para ser interino do Fortaleza. Com a chegada do novo comandante, fora efetivado como auxiliar-técnico de Hélio dos Anjos no Tricolor do Pici.
Celso é dono de uma padaria no Bairro do Castelão, em Fortaleza.

## Títulos
Grêmio Maringá
- Campeonato Paranaense: 1977

Ferroviário
- Campeonato Cearense: 1979[4]

Vasco da Gama
- Torneio João Havelange: 1981
- Torneio de Funchal: 1981
- Campeonato Carioca: 1982

Fortaleza
- Campeonato Cearense: 1982

Atlético-PR
- Campeonato Paranaense: 1983

Porto
- Campeonato Português: 1985-86, 1987-88
- Taça de Portugal: 1987-88
- Supertaça Cândido de Oliveira: 1985–86
- Supercopa Europeia: 1987
- Taça Intercontinental: 1987
- Liga dos Campeões da UEFA: 1986-87[16]

Goiás
- Campeonato Goiano: 1991